# خردل کاذب
خردل کاذب، خردلی (نام علمی: Hirschfeldia incana) نام یک گونه از تیره شب‌بویان است.